# 1113
1113 (MCXIII) var ett normalår som började en onsdag i den julianska kalendern.

## Händelser

### Okänt datum
- Pierre Abaelard öppnar sin skola i Paris.
- Kyanzitthas regeringstid slutar och Alaungsithus inleds i Myanmar.
- Suryavarman I:s regeringstid inleds i Khmerriket.
- Oradea omnämns för första gången under det latinska namnet Varadinum.

## Födda
- 24 augusti – Gottfrid V, greve Maine 1126–1151, av Anjou 1129–1151 och av Mortain 1141–1151 samt hertig av Normandie 1144–1150, engelsk prinsgemål 1141 (gift med Matilda)

## Avlidna
- 4 augusti – Gertrud av Sachsen, grevinna av Holland och Flandern.
- Skjalm Hvide, hövding på Rügen.